# Darren Caskey
Darren Mark Caskey, couramment appelé Darren Caskey, est un footballeur puis entraîneur anglais, né le 21 août 1974 à Basildon, Essex. Évoluant au poste de milieu de terrain, il est principalement connu pour ses saisons à Tottenham Hotspur, Reading et Notts County.

## Biographie

### Carrière de joueur
Natif de Basildon, Essex, il commence sa carrière à Tottenham Hotspur où il est considéré comme un espoir du football anglais. Il reçoit à cette période des sélections en Angleterre -18 et en Angleterre -19. Il est même le capitaine de l'Angleterre -18 qui remporte le championnat d'Europe des moins de 18 ans en 1993 (en), marquant l'unique but en finale contre la Turquie -18 (en).
Après avoir quitté Tottenham Hotspur et la Premier League où il n'a pas réussi à confirmer les espoirs placés en lui, il passera plusieurs saisons réussies en D2 ou en D3 avec Reading (dont il sera le meilleur buteur lors de la saison 1999-2000) puis avec Notts County.
Après avoir quitté ce dernier club en 2004, il enchaînera plusieurs courts passages dans des clubs de divisions inférieures ou même non league et connaîtra une expérience aux États-Unis avec les Mariners de Virginia Beach.
Après avoir pris sa retraite de joueur en 2010, il reste dans le milieu du football et se reconvertit dans l'encadrement technique. Il est devenu entraîneur-adjoint de Gateshead, club pour lequel en 2014, il a rechaussé les crampons pour quelques matches.

### Vie personnelle
Son fils, Jake Forster-Caskey, est aussi footballeur professionnel, jouant pour Brighton & Hove Albion et pour l'Angleterre espoirs.